# Dorūdkhān
Dorūdkhān (persiska: درودخان) är en ort i Iran.   Den ligger i provinsen Gilan, i den nordvästra delen av landet, 230 km nordväst om huvudstaden Teheran. Dorūdkhān ligger 262 meter över havet och antalet invånare är 737.
Terrängen runt Dorūdkhān är kuperad åt nordost, men åt sydväst är den bergig. Runt Dorūdkhān är det ganska glesbefolkat, med 45 invånare per kvadratkilometer. Närmaste större samhälle är Rostamābād, 16,7 km sydost om Dorūdkhān. I omgivningarna runt Dorūdkhān växer i huvudsak blandskog.